# Dasypeltis parascabra
Espèce
Statut de conservation UICN

 LC  : Préoccupation mineure
Dasypeltis parascabra est une espèce de serpents de la famille des Colubridae.

## Description brève
Ce serpent a des motifs rhombiques à ovales foncées sur le dos et les flancs. Cela alterne avec un fond grisâtre au niveau des flancs, et des parallélépipèdes plus ou moins rectangulaires sur le dos, de couleur blanc cassé. La tête possède deux barres noires transversales entre les écailles nasales et les yeux, et deux ou trois barres noires en forme de V (dirigés vers l'avant de la tête) à l'arrière de la tête et de la nuque.

## Répartition
Cette espèce est présente en Guinée-Conakry, Côte d'Ivoire, au Liberia, au Togo, au Nigéria et au Ghana.

## Publication originale
- Trape, Mediannikov & Trape, 2012 : When colour patterns reflect phylogeography: New species of Dasypeltis (Serpentes: Colubridae : Boigini) from West Africa. Comptes Rendus Biologies, vol. 335, no 7, p. 488–501.